# Stikker
Ordet stikker er fra gammel tid forbryderjargonens betegnelse for en fra det kriminelle miljø, som mod betaling, strafnedsættelse eller fordele af anden art angiver forbrydere og forbrydelser til myndighederne. Under og efter den tyske besættelse af Danmark 1940-45 er ordet specielt blevet anvendt om de danske angivere, agenter og spioner, som det tyske politi, Gestapo, benyttede sig af for at optrevle modstandsbevægelsen.

## Stikkere under den tyske besættelse

### Stikkerproblemet
Stikkerproblemet opstod i efteråret 1943 samtidig med, at modstandsbevægelsens sabotageaktioner tog fart, og det tyske politi kom til landet og overtog bekæmpelsen af sabotagen. Det blev en af det nydannede Frihedsråds første opgaver at tage stilling til, hvordan man skulle forholde sig til stikkerne. Frihedsrådet var ikke i tvivl om, at det var nødvendigt at skaffe dem af vejen, dvs. eksportere eller dræbe dem. Det overvejede at oprette en hemmelig domstol, som skulle behandle sagerne og træffe afgørelse om likvideringer. Det blev opgivet bl.a. ud fra den betragtning, at der ikke var tale om en straf, men om en nødværgeforanstaltning under krigslignende forhold.

### Hvem var stikkerne?
Der foreligger ingen egentlige undersøgelser af, hvem stikkerne var, og hvilke motiver de havde til at gå i Gestapos tjeneste. Ofte var motiverne meget blandede:
1. En stor gruppe af stikkerne var nazister eller nazisympatisører, fx en 28-årig mand, som havde en beværtning på Nørrebro i København. Han var aktivt medlem af stikker- og terrorgruppen "Svend Staal", der fik flere politifolk arresteret og sendt i kz-lejr.  I februar 1945 blev han taget til fange af modstandsfolk, og efter afhøring kørt til Hareskoven nord for København og likvideret. 
2. Nogle blev stikkere for spændingens skyld, som en 35-årig kommunelærer i Sønderborg, som i begyndelsen af 1944 tog kontakt til det tyske Abwehr. Han angav en af sine kolleger, som blev henrettet. Da jorden begyndte at brænde under ham, flyttede han til Randers, hvor han angav to unge modstandsfolk, som også blev henrettet. Randers var allerede kendt som "stikkernes by", fordi der foregik så meget modstandsarbejde på egnen.  Han angav omkring 27 og blev efter krigen dømt til døden og henrettet. Skrev i et brev om sine motiver: "Jeg tror, at spænding og risiko har været et vigtigt moment." 
3. Nogle blev stikkere for pengenes skyld, som en 20-årig husassistent og enlig mor, som fra foråret 1944 var stikker for Gestapo. Allerede to år tidligere havde hun for en dusør på 1.000 kr. angivet sin egen bror, som var kommunist og modstandsmand, til det danske politi. Hun angav ca. 50 til Gestapo, hovedsagelig fra den kommunistiske del af modstandsbevægelsen. Hun blev efter krigen dømt til døden, men blev som kvinde benådet til livsvarigt fængsel. Efter ti års fængsel blev hun løsladt, hvorefter hun boede i Sverige til sin død. Hun oplyste under retssagen, at hun var blevet stikker af nød. 

### Stikkernes metoder
Langt den almindeligste metode var infiltrering af en modstandsgruppe ved at foregive, at man ville deltage i modstandsarbejdet.

## Stikkerlikvideringerne

### Hvor mange blev likvideret?
Det mest præcise tal på stikkerlikvideringer er 409. . Den første kendte likvidering fandt sted i maj 1943. I hele 1943 fandt der 12 likvideringer sted. I 1944 var antallet 140, mens tallet i 1945 indtil befrielsen nåede op på 238. Heraf fandt 106 likvideringer sted alene i april 1945.  Enkelte stikkerlikvideringer fandt sted efter den 5. maj 1945.

### Hvem tog beslutning om likvidering?
Under og efter besættelsen forsøgte modstandsbevægelsen at give indtryk af, at likvideringerne kun fandt sted efter grundig efterforskning, og at beslutningerne om likvidering blev taget af et likvideringsudvalg direkte under Frihedsrådet. Senere undersøgelser har vist, at i de fleste tilfælde blev beslutningerne taget af modstandsbevægelsens byledelse eller af ledelsen i de enkelte modstandsgrupper.  Ofte var beslutningsgrundlaget spinkelt. 

### Hvem foretog likvideringerne?
De første likvideringer blev foretaget af tilfældige medlemmer af modstandsbevægelsen, men efterhånden opstod ”professionelle” likvideringsgrupper. Af dem kendes i Københavnsområdet to i de store modstandsorganisationer BOPA og Holger Danske. I Jylland var der ligeledes to likvideringsgrupper med basis i Århus og Aalborg. Ud over grupperne var der især i Københavnsområdet nogle ”ensomme ulve”, hvoraf de mest kendte var Flammen og Citronen.

### Hvem blev likvideret?
Nyere undersøgelser har vist, at ordet ”stikkerlikvidering” er misvisende, idet en betydelig del af de likviderede ikke var stikkere, men blev dræbt, fordi de af andre grunde blev anset for en fare for modstandsbevægelsen. Blandt dem var fremtrædende medlemmer af DNSAP, medlemmer af Schalburgkorpset og andre terrorkorps samt dem, som arbejdede for tyskerne som marinevægtere og lign. Enkelte medlemmer af modstandsbevægelsen blev likvideret af deres egne, fordi de var for åbenmundede. Nogle blev dræbt fordi de tilfældigvis var sammen med en, som skulle likvideres, og i nogle tilfælde skete der fejltagelse i form af navneforvekslinger og lignende. I et enkelt tilfælde viste det sig, at der var tale om et rovmord begået af personer med tilknytning til modstandsbevægelsen. 

### Gengældelsen
Fra tysk side blev stikkerdrabene gengældt med clearingmord. I 1944 og 1945 blev ca. 250 danskere dræbt som repressalier for stikkerdrab. Hovedparten blev forøvet af danske terrorkorps i tysk tjeneste og langt de fleste af Petergruppe.  Et af de første clearingmord var drabet på digterpræsten Kaj Munk.

### Debatten efter besættelsen
Der opstod hurtigt efter befrielsen en debat om stikkerlikvideringerne. Debatten blev især udløst af et radiointerview, hvori politikeren, professor Hartvig Frisch udtalte, at stikkerlikvideringerne var mord. Modstandsbevægelsens holdning var, at likvideringerne var legitime krigshandlinger og derfor ikke skulle undersøges nærmere, bl.a. af hensyn til dem, som havde foretaget dem. Det synspunkt stod medlem af Frihedsrådet og minister i befrielsesregeringen Frode Jakobsen stejlt på. Andre som landstingsmand og tidligere justitsminister Svenning Rytter stod lige så stejlt på, at likvideringerne skulle efterforskes politimæssigt af hensyn til retsfølelsen og de pårørende. Efter flere års diskussion blev en mindre del af likvideringerne efterforsket af politiet, og resultatet blev, at det i ni tilfælde kom frem til, at den dræbte var uskyldig og var likvideret ved en fejltagelse.  I omkring 20 tilfælde, fandt det, at den dræbte formodentlig ikke havde været stikker, men  på en eller anden måde selv havde givet anledning til likvideringen. . Disse tal må anses for minimumstal, da en stor del af sagerne ikke er blevet undersøgt.
Stikkerlikvideringerne er blevet debatteret flere gange siden, bl.a. da Ditlev Tamms disputats om retsopgøret kom i 1984, og da Peter Øvig Knudsens bog "Efter drabet udkom i 2001. I de seneste år har nogle af de få tilbageværende modstandsfolk, som gennemførte likvideringer, offentliggjort deres version af begivenhederne. 

## Yderligere litteratur
- Peter Øvig Knudsen: Efter drabet, København 2001.
- Henrik Skov Kristensen: Grethe Bartram. Fra kommunist til Gestapoagent
- Henning N. Larsen: Stikkeren. Mord uden samvittighed, København 2010.